# Mary Allen Wilkes
Mary Allen Wilkes (nascuda el 25 de setembre de 1937 a Chicago, Illinois) fou una programadora informàtica i dissenyadora lògica, coneguda principalment per la seva feina amb l'ordinador LINC, reconegut actualment per molts com el primer «ordinador personal del món». També fou filòsofa i advocada.
Es va graduar al Wellesley College l'any 1959 obtenint les llicenciatures en filosofia i teologia. En aquell temps volia ser advocada però amics i mentors li van desaconsellar pel fet de ser una dona. Va buscar feina en el sector informàtic en part perquè la programació d'ordinadors era un camp obert a dones i en part perquè el seu mestre de geografia en el vuitè grau li havia dit durant un debat a classe, «Mary Allen, quan siguis gran, hauries de ser una programadora informàtica.» En aquell moment no tenia cap idea del que allò significava, però mai ho va oblidar. L'any 1975 va obtenir finalment la llicenciatura en dret i va poder fer d'advocada.

## MIT
Wilkes va treballar a les ordres d'Oliver Selfridge i Benjamin Gold en el Projecte de reconeixement del la parla al Lincoln Laboratory de l'MIT a Lexington, Massachusetts de 1959 a 1960, programant l'IBM 704 i l'IBM 709. Es va unir al Digital Computer Group, també al Lincoln Laboratory, just quan començava la feina en el disseny dels LINC a les ordres de Wesley A. Clark el juny de 1961. Clark havia dissenyat abans els ordinadors Lincoln TX-0 i TX-2. Les contribucions de Wilkes al desenvolupament del LINC van incloure la simulació de les operacions del LINC durant la seva fase de disseny en el TX-2, el disseny de la consola pel prototip del LINC i la redacció del manual de l'operador pel disseny final de la consola.
Durant el gener de 1963, el grup LINC va marxar del Lincoln Laboratory per formar el Center for Computer Technology in the Biomedical Sciences al MIT, al seu campus de Massachusetts, on, l'estiu de 1963 va entrenar els primers participants en el Programa d'Avaluació del LINC, patrocinat pels Instituts Nacionals de Salut. Wilkes va formar els participants en el programa i va escriure el primer «LAP» (Programa d'Assemblador del LINC) programes en assemblador pel LINC de 1024 paraules. També va co-crear el manual de programació del LINC, «Programant el LINC» amb Wesley A. Clark.

## Universitat de Washington

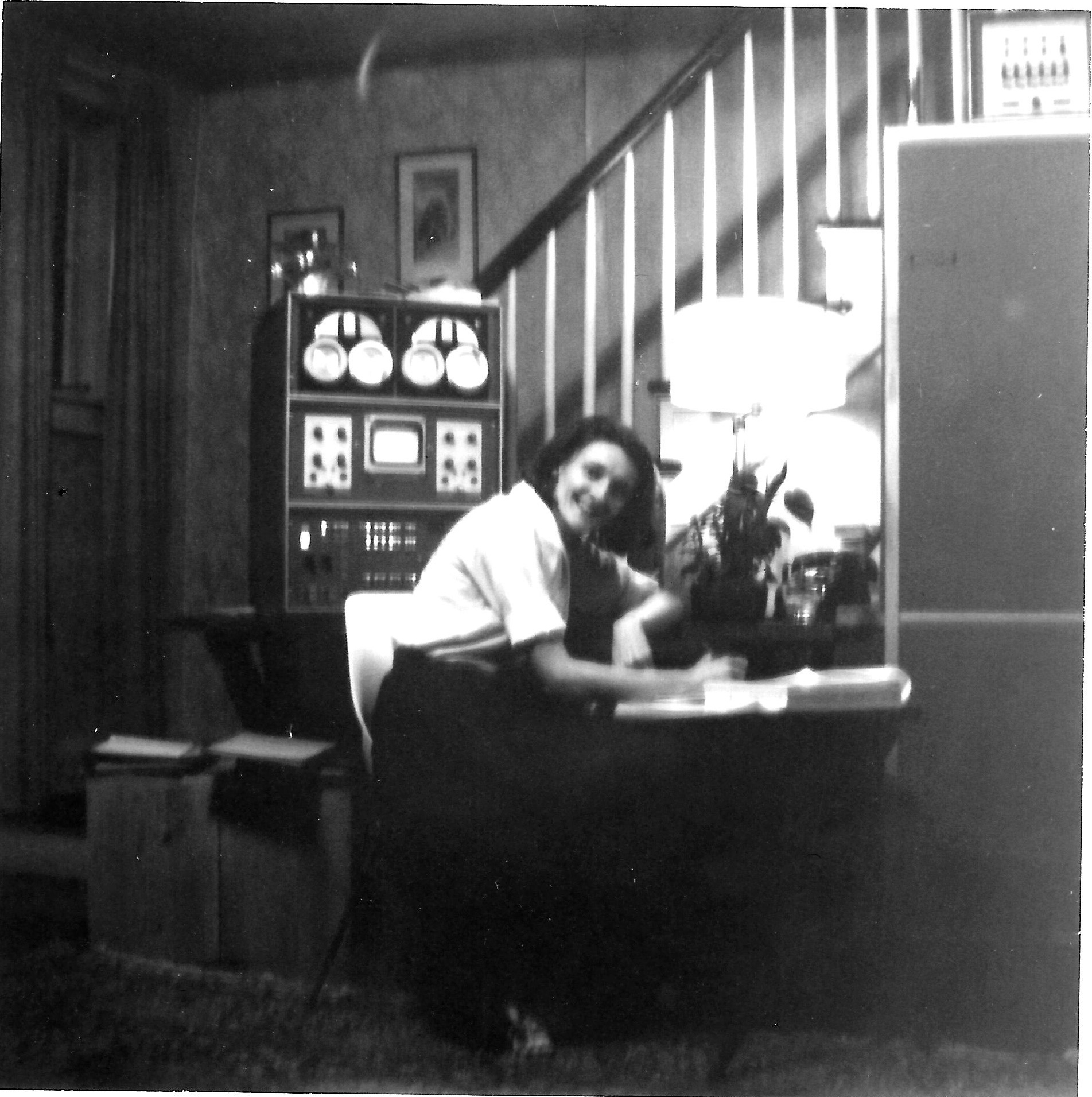
Mary Allen Wilkes a casa seva amb l'ordinador LINC, 1965

A l'estiu de 1964, un grup de l'equip de desenvolupament del LINC va marxar del MIT per formar el Computer Systems Laboratory a la Universitat de Washington a St. Louis. Wilkes, que s'havia passat l'any viatjant pel món, es va tornar a unir el grup a finals del mateix any, però va viure i treballar de forma remota des de casa dels seus pares a Baltimore fins finals de l'any 1965. Durant aquesta època treballava a casa amb un ordinador LINC proporcionat pel Computer Systems Laboratory i es considera que va ser la primera usuària d'un ordinador personal. El novembre de 2007 es van mostrar fotos d'aquest fet al 10è Vintage Computer Festival a Mountain View, California.
Cap a l'any 1965 l'equip del LINC havia doblat la mida de la memòria l'ordinador a 2048 paraules de 12 bits, el qual va permetre a Wilkes, treballant al LINC des de casa, desenvolupar el sistema operatiu més sofisticat, LAP6. LAP6 incorporava una tècnica d'edició amb desplaçament que utilitzava un algoritme proposat pels seus companys, Mishell J. Stucki i Severo M. Ornstein. El LAP6, el qual ha estat descrit com a «sorprenentment ben enginyat per humans», va proporcionava a l'usuari l'habilitat de preparar, editar i manipular documents (normalment programes de LINC) interactivament en temps real, utilitzant el teclat i la pantalla del LINC, de forma molt similar als posteriors ordinadors personals. Les cintes del LINC efectuaven la funció de desplaçament i també proporcionaven capacitats d'arxiu de documents i programes. Els documents de programa es podien convertir a binari i ser executats. Els usuaris podien integrar els seus propis programes amb LAP6 utilitzant un enllaç proporcionat pel sistema, i intercanviar les petites cintes del LINC per compartir programes, una capacitat primerenca «de programari lliure».
El següent projecte del Computer Systems Laboratory, també a les ordres de Clark, va ser el disseny de «Macromòduls» blocs de construcció d'ordinadors. Wilkes va dissenyar el macromòdul de multiplicació, el més complex del conjunt.

## Carrera jurídica
Wilkes va deixar el camp de la informàtica l'any 1972 per assistir a l'Escola de Dret de Harvard. Va practicar l'advocacia durant molts anys de forma privada com a cap de l'Economic Crime and Consumer Protection Division a l'oficina del fiscal de districte a Middlesex, Massachusetts. Va ensenyar en el programa de pràctica jurídica a l'Escola de Dret de Harvard durant els anys 1983 a 2011, i durant 18 anys va fer de jutge pel primer i segon curs (moot tribunal). L'any 2001 va esdevenir àrbitre de la American Arbitration Association, ocupant-se principalment dels casos que impliquen informàtica i tecnologia de la informació. De l'any 2005 al 2012 va fer de jutge a la competició anual l'Anual Willem C. VIS International Commercial Arbitration Moot, a Viena, Àustria, organitzat per la Pace University Law School.

## Notabilitat
En el camp de la informàtica se la reconeix per:
- El disseny del sistema operatiu interactiu LAP6 pel LINC, un del primers sistemes d'aquest tipus per a un ordinador personal.
- Ser la primera persona a utilitzar un ordinador personal a casa.
- S'ha reconegut la seva feina a l'exhibició de l'any 2013 del Museu Nacional de la informàtica de la Gran Bretanya Arxivat 2019-01-23 a Wayback Machine., Heroines of Computing a Bletchley Park, i pel Heinz Nixdorf MuseumsForum a Paderborn, Alemanya, en la seva exposició dels anys 2015-2016 exposició: Am Anfang war Ada: Frauen in der Computergeschichte (In the beginning was Ada: Women in Computer History).

## Citacions
- «Aposto a que no tens un ordinador a la teva sala d'estar.»[18]
- «Doblar una memòria de 1024 paraules produeix una altra memòria petita.»[19]
- «En el seu moment vam tenir la idea pintoresca que el programari hauria de ser completament, absolutament, lliure d'errades. Malauradament és una idea que mai vam assolir.»[14]
- «Prometre el Sistema és una cosa seriosa.»[20]

## Publicacions destacades
- "LAP5: LINC Assembly Program," Proceedings of the DECUS Spring Symposium, Boston, May 1966. (LAP5 was the "Beta" version of LAP6.)
- LAP6 Handbook, Washington Univ. Computer Systems Laboratory Tech. Rept. No. 2, May 1967.
- Programming the Linc, Washington Univ. Computer Systems Laboratory, 2nd ed., January 1969, with W. A. Clark.
- "Conversational Access to a 2048-word Machine," Comm. of the Association for Computing Machinery 13, 7, pp. 407–14, July 1970. (Description of LAP6.)
- "Scroll Editing: an on-line algorithm for manipulating long character strings," IEEE Trans. on Computers 19, 11, pp. 1009–15, November 1970.
- The Case for Copyright, Washington Univ. Computer Systems Laboratory Technical Memo., May 1971.
- "China Diary," Washington Univ. Magazine 43, 1, Fall 1972. Describes the trip six American computer scientists (and their wives, including Wilkes) made to China for 18 days in July 1972 at the invitation of the Chinese government to visit and give seminars to Chinese computer scientists in Canton, Shanghai, and Peking.